# Liste des députés d'Indre-et-Loire
 (mai 2025).
Liste des députés d’Indre-et-Loire

## Cinquième République

### XVIIelégislature(2024-)
| Circonscription     | Député           | Parti | Parti    | Suppléant             | Autre mandat                                               |
| ------------------- | ---------------- | ----- | -------- | --------------------- | ---------------------------------------------------------- |
| 1re circonscription | Charles Fournier |       | EELV     | Marie Quinton         |                                                            |
| 2e circonscription  | Daniel Labaronne |       | LREM     | Brigitte Pineau       |                                                            |
| 3e circonscription  | Henri Alfandari  |       | Horizons | Claire Debré-Chaffaud | Maire de Genillé Conseiller départemental d'Indre-et-Loire |
| 4e circonscription  | Laurent Baumel   |       | PS       | Gaëlle Cavelier       |                                                            |
| 5e circonscription  | Sabine Thillaye  |       | MoDem    | Abel Pires            |                                                            |

### XVIelégislature(2022-2024)
| Circonscription     | Député           | Parti | Parti    | Suppléant             | Autre mandat                                               |
| ------------------- | ---------------- | ----- | -------- | --------------------- | ---------------------------------------------------------- |
| 1re circonscription | Charles Fournier |       | EELV     | Marie Quinton         |                                                            |
| 2e circonscription  | Daniel Labaronne |       | LREM     | Laure Lelandais       |                                                            |
| 3e circonscription  | Henri Alfandari  |       | Horizons | Claire Debré-Chaffaud | Maire de Genillé Conseiller départemental d'Indre-et-Loire |
| 4e circonscription  | Fabienne Colboc  |       | LREM     | Sylvia Gaurier        |                                                            |
| 5e circonscription  | Sabine Thillaye  |       | MoDem    | Abel Pires            |                                                            |

### XVelégislature(2017–2022)
| Circonscription     | Député             | Parti | Parti | Suppléant       | Autre mandat                                  |
| ------------------- | ------------------ | ----- | ----- | --------------- | --------------------------------------------- |
| 1re circonscription | Philippe Chalumeau |       | REM   | Elisa Hauet     |                                               |
| 2e circonscription  | Daniel Labaronne   |       | REM   | Claire Michel   | Maire de Bléré                                |
| 3e circonscription  | Sophie Auconie     |       | UDI   | Gérard Dubois   | Conseillère municipale de Tours               |
| 3e circonscription  | Sophie Métadier    |       | UDI   | Michel Lamy     | Conseillère municipale de Beaulieu-lès-Loches |
| 4e circonscription  | Fabienne Colboc    |       | REM   | Laurent Brechat |                                               |
| 5e circonscription  | Sabine Thillaye    |       | REM   | Abel Pires      |                                               |

### XIVeLégislature (2012-2017)
| Circonscription     | Identité              | Parti | Suppléant(e)              |
| ------------------- | --------------------- | ----- | ------------------------- |
| 1re circonscription | M. Jean-Patrick Gille | PS    | Florence Benoit           |
| 2e circonscription  | Mme Claude Greff      | UMP   | Jean-Pierre Gaschet (UDI) |
| 3e circonscription  | Mme Marisol Touraine  | PS    | Jean-Marie Beffara        |
| 4e circonscription  | M. Laurent Baumel     | PS    | Céline Delagarde          |
| 5e circonscription  | M. Philippe Briand    | UMP   | Nadine Saillet            |

### XIIIeLégislature (2007-2012)
| Circonscription     | Identité                                  | Parti | Suppléant                 |
| ------------------- | ----------------------------------------- | ----- | ------------------------- |
| 1re circonscription | M. Jean-Patrick Gille                     | PS    | M. Jean-François Dailloux |
| 2e circonscription  | Mme Claude Greff puis M. Raymond Lancelin | UMP   | M. Raymond Lancelin       |
| 3e circonscription  | Mme Marisol Touraine                      | PS    | M. Jean-Marie Beffara     |
| 4e circonscription  | M. Michel Lezeau puis M. Hervé Novelli    | UMP   | M. Michel Lezeau          |
| 5e circonscription  | M. Philippe Briand                        | UMP   | M. Joël Pelicot           |

### XIIeLégislature (2002-2007)
| Circonscription     | Identité                   | Parti | Autres mandats | Suppléant(e)                                     |
| ------------------- | -------------------------- | ----- | -------------- | ------------------------------------------------ |
| 1re circonscription | Renaud Donnedieu de Vabres | UMP   |                | Pascal Ménage député du 01/05/2004 au 19/06/2007 |
| 2e circonscription  | Claude Greff               | UMP   |                | Raymond Lancelin                                 |
| 3e circonscription  | Jean-Jacques Descamps      | UMP   |                | Guillaume Deroubaix                              |
| 4e circonscription  | Hervé Novelli              | UMP   |                | Michel Lezeau                                    |
| 5e circonscription  | Philippe Briand            | UMP   |                | Joël Pélicot                                     |

### XIeLégislature (1997-2002)
| Circonscription     | Identité                                            | Parti | Autres mandats | Suppléant(e)                           |
| ------------------- | --------------------------------------------------- | ----- | -------------- | -------------------------------------- |
| 1re circonscription | Renaud Donnedieu de Vabres                          | UDF   |                | Benoît Roy député du 8 au 18 juin 2002 |
| 2e circonscription  | Jean-Jacques Filleul                                | PS    |                | Marc Paquignon                         |
| 3e circonscription  | Marisol Touraine                                    | PS    |                | Yves Maveyraud                         |
| 4e circonscription  | Yves Dauge élu sénateur le 30/09/2001, non remplacé | PS    |                | Philippe Le Breton                     |
| 5e circonscription  | Philippe Briand                                     | RPR   |                | Christiane Vallée                      |

### Xelégislature(1993-1997)
| Circonscription                | Identité                                 | Parti | Autres mandats | Suppléant(e)                                                     |
| ------------------------------ | ---------------------------------------- | ----- | -------------- | ---------------------------------------------------------------- |
| 1re circonscription            | Jean Royer                               | DVD   |                | Benoît Roy                                                       |
| 2e circonscription (1993-1995) | Bernard Debré                            | RPR   |                | Michèle Beuzelin députée du 13/12/1994 au 07/07/1995 (démission) |
| 2e circonscription (1995-1997) | Jean-Jacques Filleul (élu le 24/09/1995) | PS    |                |                                                                  |
| 3e circonscription             | Jean-Jacques Descamps                    | UDF   |                | Régis Ramage                                                     |
| 4e circonscription             | Hervé Novelli                            | UDF   |                | Jacques Rabier                                                   |
| 5e circonscription             | Philippe Briand                          | RPR   |                | Maurice Duron                                                    |

### IXelégislature(1988-1993)
| Circonscription     | Identité          | Parti | Autres mandats | Suppléan(e)             |
| ------------------- | ----------------- | ----- | -------------- | ----------------------- |
| 1re circonscription | Jean Royer        | DVD   |                | Claude Croubois         |
| 2e circonscription  | Bernard Debré     | RPR   |                | Patrick Aulagnier (UDF) |
| 3e circonscription  | Christiane Mora   | PS    |                | Henri Boussiquet        |
| 4e circonscription  | Jean Proveux      | PS    |                | Yves Dauge              |
| 5e circonscription  | Jean-Michel Testu | PS    |                | Jean-Paul Simon         |

### VIIIelégislature(1986-1988)
| Identité        | Parti | Autres mandats |
| --------------- | ----- | -------------- |
| Jean Royer      | DVD   |                |
| Raymond Lory    | UDF   |                |
| Bernard Debré   | RPR   |                |
| Christiane Mora | PS    |                |
| Jean Proveux    | PS    |                |

### VIIelégislature(1981-1986)
| Circonscription     | Identité          | Parti | Autres mandats | Suppléant      |
| ------------------- | ----------------- | ----- | -------------- | -------------- |
| 1re circonscription | Jean Royer        | DVD   |                | Michel Beucher |
| 2e circonscription  | Jean-Michel Testu | PS    |                | Georges Bertin |
| 3e circonscription  | Christiane Mora   | PS    |                | Yves Maveyraud |
| 4e circonscription  | Jean Proveux      | PS    |                | Yves Dauge     |

### VIelégislature(1978-1981)
| Circonscription     | Identité             | Parti  | Autres mandats | Suppléant       |
| ------------------- | -------------------- | ------ | -------------- | --------------- |
| 1re circonscription | Jean Royer           | DVD    |                | Yves Bertault   |
| 2e circonscription  | Jean Delaneau        | UDF-PR |                | Simone Clérouin |
| 3e circonscription  | Jean Castagnou       | RPR    |                | Hervé de Thoré  |
| 4e circonscription  | André-Georges Voisin | RPR    |                | Raymond Lory    |

### Velégislature(1973-1978)
| Circonscription     | Identité             | Parti | Autres mandats | Suppléant(e)       |
| ------------------- | -------------------- | ----- | -------------- | ------------------ |
| 1re circonscription | Jean Royer           | DVD   |                | Jean Chassagne     |
| 2e circonscription  | Pierre Lepage        | UDR   |                | Jean Delaneau (RI) |
| 3e circonscription  | Fernand Berthouin    | MRG   |                | André Chollet      |
| 4e circonscription  | André-Georges Voisin | UDR   |                | Raymond Lory       |

### IVelégislature(1968-1973)
| Circonscription     | Identité             | Parti        | Autres mandats | Suppléant(e)   |
| ------------------- | -------------------- | ------------ | -------------- | -------------- |
| 1re circonscription | Jean Royer           | app.UDR      |                | Jean Chassagne |
| 2e circonscription  | Pierre Lepage        | UDR          |                | Roger Boisseau |
| 3e circonscription  | Fernand Berthouin    | FGDS-Radical |                | André Chollet  |
| 4e circonscription  | André-Georges Voisin | UDR          |                | Étienne Cosson |

### IIIelégislature(1967-1968)
| Circonscription     | Identité             | Parti        | Autres mandats | Suppléant(e)   |
| ------------------- | -------------------- | ------------ | -------------- | -------------- |
| 1re circonscription | Jean Royer           | app.UDR      |                | Jean Chassagne |
| 2e circonscription  | Pierre Lepage        | UDR          |                | René Groussard |
| 3e circonscription  | Fernand Berthouin    | FGDS-Radical |                | André Chollet  |
| 4e circonscription  | André-Georges Voisin | UDR          |                | Étienne Cosson |

### IIelégislature(1962-1967)
| Circonscription     | Identité             | Parti   | Autres mandats | Suppléant(e)        |
| ------------------- | -------------------- | ------- | -------------- | ------------------- |
| 1re circonscription | Jean Royer           | app.UNR |                | Jean Chassagne      |
| 2e circonscription  | Pierre Lepage        | UNR     |                | Georges Henry       |
| 3e circonscription  | Fernand Berthouin*   | Radical |                | Jean-Jacques Certin |
| 4e circonscription  | André-Georges Voisin | UNR     |                | Étienne Cosson      |

- Élu contre Michel Debré, UNR.

### Irelégislature(1958-1962)
| Circonscription     | Identité             | Parti        | Autres mandats | Suppléant(e)   |
| ------------------- | -------------------- | ------------ | -------------- | -------------- |
| 1re circonscription | Jean Royer           | DVD-sout.UNR |                | Roger Galtier  |
| 2e circonscription  | Louis Jouhanneau     | UNR          |                | Marcel Granier |
| 3e circonscription  | Gilbert Buron        | UNR          |                | Maurice Talent |
| 4e circonscription  | André-Georges Voisin | UNR          |                | Étienne Cosson |

## Quatrième République

### Troisième législature (1956-1958)
Madeleine Boutard (PCF)
Jean Meunier (SFIO)
Joannès Dupraz (MRP)
Jacques Vassor (Parti Paysan)
Lionel Cottet (UFF), invalidé le 21 mars 1956, remplacé par Pierre Souquès (Radical)

### Deuxième législature (1951-1956)
Jean Meunier (SFIO)
André Quénard (SFIO)
Pierre Souquès (Radical)
Joannès Dupraz (MRP)
Jacques Vassor (Parti Paysan)

### Première législature (1946-1951)
Jean Guillon (PCF)
Madeleine Boutard (PCF)
Jean Meunier (SFIO)
Joannès Dupraz (MRP)
Raymond Moussu (MRP)

## Gouvernement Provisoire de la République Française

### Seconde assemblée constituante (juin-novembre 1946)
Jean Guillon (PCF)
André Quénard (SFIO)
Jean Meunier (SFIO)
Joannès Dupraz (MRP)
Raymond Moussu (MRP)

### Première assemblée constituante (1945-46)
Jean Guillon (PCF)
André Quénard (SFIO)
Jean Meunier (SFIO)
Joannès Dupraz (MRP)
Raymond Moussu (MRP)

## IIIeRépublique

### Assemblée nationale (1871 - 1876)
- François de Bridieu, Union des droites, décédé le 17 mai 1872, remplacé par Pierre Nioche, Gauche républicaine, élu le 21 octobre 1872
- Daniel Wilson, Centre gauche
- Édouard Deligny démissionne le 21 mars 1871, remplacé par Charles Guinot, Centre gauche, élu le 2 juillet 1871
- Eugène Goüin, Centre droit, centre gauche
- Georges Houssard, Centre gauche
- Léopold Hulin, Centre droit, déchu le 11 juin 1875, non remplacé

### Ire législature (1876 - 1877)
- Daniel Wilson
- Charles Guinot
- Antoine-Dieudonné Belle
- Léon Joubert (homme politique, 1814-1885)

### IIe législature (1877 - 1881)
- Daniel Wilson
- Charles Guinot élu sénateur en 1879 remplacé par Armand Rivière
- Antoine-Dieudonné Belle
- Léon Joubert (homme politique, 1814-1885)

### IIIe législature (1881 - 1885)
- Daniel Wilson
- Antoine-Dieudonné Belle
- Armand Rivière
- Léon Joubert (homme politique, 1814-1885)

### IVe législature (1885 - 1889)
- Léon Joubert (homme politique, 1845-1901)
- Albert Pesson
- Daniel Wilson
- Antoine-Dieudonné Belle
- Armand Rivière

### Ve législature (1889 - 1893)
- Loches : Pierre Arribat, Républicain, décédé en 1889 remplacé par Édouard Muller, Boulangiste
- Chinon : Jules Delahaye, Monarchiste Boulangiste
- Tours-1 : Louis-Virgile-Raoul du Saussay, Conservateur
- Tours-2 : Albert Pesson, Républicain, décédé en 1891 remplacé par Alfred Tiphaine, Républicain

Source : journal Le Temps du 24 septembre et du 8 octobre 1889 sur Gallica,.

### VIe législature (1893 - 1898)
- Tours-1 : Jacques Drake del Castillo, Républicain progressiste
- Loches : Daniel Wilson, Radical
- Chinon : Eugène Leffet, Républicain
- Tours-2 : Alfred Tiphaine, Républicain

Source : journal Le Temps du 22 août et du 5 septembre 1893 sur Gallica,.

### VIIe législature (1898 - 1902)
- Tours-1 : Jacques Drake del Castillo, Républicain
- Loches : Daniel Wilson, Radical
- Chinon : Eugène Leffet, Radical
- Tours-2 : Alfred Tiphaine, Radical

Source : journal Le Temps du 10 mai et du 24 mai 1898 sur Gallica,.

### VIIIe législature (1902 - 1906)
- Tours-1 : Jacques Drake del Castillo, Républicain
- Loches : Alphonse Chautemps, Radical
- Chinon : Eugène Leffet, Républicain ministériel
- Tours-2 : Alfred Tiphaine, Radical

Source : journal Le Temps du 29 avril et du 13 mai 1902 sur Gallica,.

### IXe législature (1906 - 1910)
- Tours-1 : René Besnard, Gauche Radicale Socialiste
- Tours-2 : Théobald Foy, Gauche Radicale Socialiste
- Chinon : Eugène Leffet, Gauche Radicale, décédé le 20 avril 1909; remplacé par Octave Foucher, Gauche Radicale Socialiste, élu le 27 juin 1909
- Loches : Alphonse Chautemps, Gauche Radicale

Sources : Journal Le Temps du 6 et du 22 mai 1906 sur Gallica - ,.

### Xe législature (1910 - 1914)
- Tours-1 : René Besnard, Radical socialiste
- Tours-2 : Émile Faure, socialistes unifiés
- Chinon : Octave Foucher, Radical socialiste
- Loches : Alphonse Chautemps, Gauche radicale

Sources : Journal Le Temps du 24 avril et du 8 mai 1910 sur Gallica - ,.

### XIe législature (1914 - 1919)
- Tours-1 : René Besnard, Radical socialiste
- Tours-2 : Ferdinand Morin, SFIO
- Tours-3 : Émile Faure, Républicain socialiste
- Chinon : Octave Foucher, Radical socialiste
- Loches : Alphonse Chautemps, Radical socialiste

Sources : Journal Le Temps du 28 avril et du 12 mai 1914 sur Gallica - ,.

### XIIe législature (1919 - 1924)
Les élections législatives de 1919 furent organisées au scrutin proportionnel de liste. Elles marquèrent au niveau national la victoire du "Bloc national" de centre-droit.
Liste d'union républicaine de défense des intérêts économiques
- Charles Vavasseur, Maire de Vouvray, Gauche républicaine démocratique

Liste du Parti socialiste unifié
- Ferdinand Morin, SFIO

Liste de la Fédération républicaine
- Camille Chautemps, Adjoint faisant fonction de maire de Tours, Parti radical et radical-socialiste
- Louis Proust, Conseiller d'arrondissement, maire de Neuillé-Pont-Pierre, Parti radical et radical-socialiste
- Paul Bernier, Maire de Mouzay, Parti radical et radical-socialiste

Source : Barodet sur le site de l'Assemblée Nationale - https://bibnum.sciencespo.fr/s/catalogue/ark:/46513/sc16m2kz#?c=&m=&s=&cv=

### XIIIe législature (1924 - 1928)
Les élections législatives de 1924 furent organisées au scrutin proportionnel de liste. Elles marquèrent au niveau national national la victoire du "Cartel des gauches".
Liste d'Union des Gauches
- Camille Chautemps, Parti radical et radical-socialiste
- Louis Proust, Parti radical et radical-socialiste
- Paul Bernier, Parti radical et radical-socialiste
- Émilien Brigault, SFIO
- Ferdinand Morin, SFIO

Source : Barodet, sur le site de l'Assemblée Nationale - https://bibnum.sciencespo.fr/s/catalogue/ark:/46513/sc16m1m0#?c=&m=&s=&cv=

### XIVe législature (1928 - 1932)
Les élections législatives furent au scrutin d'arrondissement majoritaire à deux tours de 1928 à 1936.
- Tours-1 : Louis Proust, Radical-socialiste
- Tours-2 : Ferdinand Morin, SFIO
- Chinon : Louis Dien, Gauche sociale et radicale
- Tours-3 : Émile Faure, Républicain socialiste et socialiste français
- Loches : Paul Bernier, Radical-socialiste

Source : Élections législatives 22-29 avril 1928 de Georges Lachapelle - https://gallica.bnf.fr/ark:/12148/bpt6k320439r.texteImage#

### XVe législature (1932 - 1936)
- Chinon : Léon Courson, Radical-socialiste
- Tours-1 : Louis Proust, Radical-socialiste
- Tours-2 : Ferdinand Morin, SFIO
- Tours-3 : Émile Faure, Parti socialiste français
- Loches : Paul Bernier, Radical-socialiste

### XVIe législature (1936 - 1940)
- Tours-3 : Jean Meunier, SFIO
- Tours-1 : Marius Maffray, SFIO
- Chinon : Léon Courson, Radical-socialiste
- Tours-2 : Ferdinand Morin, SFIO
- Loches : Paul Bernier, Radical-socialiste

## Second Empire

### Irelégislature(1852-1857)
- Paul Desbassayns de Richemont
- Maurice de Flavigny
- Alexandre Goüin

### IIelégislature(1857-1863)
- Paul Desbassayns de Richemont nommé sénateur en 1859, remplacé par Ernest Mame
- Maurice de Flavigny
- Alexandre Goüin

### IIIelégislature(1863-1869)
- Alexandre Goüin nommé sénateur en 1867, remplacé par Georges Houssard
- Arthur de Quinemont
- Ernest Mame

### IVelégislature(1869-1870)
- Georges Houssard
- Arthur de Quinemont
- Daniel Wilson

## IIeRépublique
Élections au suffrage universel masculin à partir de 1848

### Assemblée nationale constituante (1848-1849)
- Aimable Julien
- Victor Foucqueteau
- Jules-Antoine Taschereau
- Adolphe Crémieux
- René-François Julien
- Alexandre Goüin
- René Marie Luminais
- César-Joseph Bacot démissionne en 1848, remplacé par Philippe Antoine d'Ornano

### Assemblée nationale législative (1849-1851)
- Jules-Antoine Taschereau
- Théobald Piscatory
- Maurice de Flavigny
- Adolphe Crémieux
- Alexandre Goüin
- Philippe Antoine d'Ornano

## Chambre des députés (Monarchie de Juillet)

### IreLégislature(1830-1831)
- Amédée Girod de l'Ain nommé pair en 1832, remplacé par Théobald Piscatory
- Alexis-Jacques-Louis-Marie Lhomme de La Pinsonnière
- César-Joseph Bacot
- Pierre-Hippolyte Le Tissier

### IIeLégislature(1831-1834)
- Théobald Piscatory
- Alexandre Goüin
- Alexis-Jacques-Louis-Marie Lhomme de La Pinsonnière
- César-Joseph Bacot

### IIIeLégislature(1834-1837)
- Théobald Piscatory
- Alexandre Goüin
- Alexis-Jacques-Louis-Marie Lhomme de La Pinsonnière
- César-Joseph Bacot

### IVeLégislature(1837-1839)
- Théobald Piscatory
- Alexandre Goüin
- Alexis-Jacques-Louis-Marie Lhomme de La Pinsonnière
- César-Joseph Bacot

### VeLégislature(1839-1842)
- Jules-Antoine Taschereau
- Alexandre Goüin
- César-Joseph Bacot

### VIeLégislature(1842-1846)
- Ferdinand Barrot
- Adolphe Crémieux
- Alexandre Goüin
- César-Joseph Bacot

### VIIeLégislature(17/08/1846-24/02/1848)
- Adolphe Crémieux
- Alexandre Goüin
- César-Joseph Bacot

## Chambre des députés des départements (2eRestauration)

### Irelégislature(1815–1816)
- Claude-René Bacot de Romand
- Paul-Julien de Jouffrey
- Charles Bonnin de La Bonninière de Beaumont
- Henri Jacques Goüin-Moisant

### IIelégislature(1816-1823)
- Benoît-Jean-Gabriel-Armand de Ruzé d'Effiat
- Noël Jacques de Perceval-Wittenckoff
- Pierre-Hippolyte Le Tissier
- Anne Joachim Joseph de Rochemore
- Henri Jacques Goüin-Moisant

### IIIelégislature(1824-1827)
- Claude-René Bacot de Romand
- Benoît-Jean-Gabriel-Armand de Ruzé d'Effiat
- Pierre-Hippolyte Le Tissier
- Anne Joachim Joseph de Rochemore

### IVelégislature(1828-1830)
- Claude-René Bacot de Romand
- Amédée Girod de l'Ain
- Pierre-Hippolyte Le Tissier
- Louis-François-Denis Calmelet-Daen

### Velégislature(23 juin 1830-28 juillet 1830)
- Alexis-Jacques-Louis-Marie Lhomme de La Pinsonnière
- César-Joseph Bacot
- Amédée Girod de l'Ain
- Pierre-Hippolyte Le Tissier

## Chambre des représentants (Cent-Jours)
- Gatien Christophe
- Étienne Huet-Laval
- Louis Champigny-Aubin
- Jean-Louis Chalmel
- Jean-Baptiste Guizol

## Chambre des députés des départements (1reRestauration)
- Charles Bonnin de La Bonninière de Beaumont
- Jacques Louis Saint-Martin

## Corps législatif(1800-1814)
- Pierre de Lamardelle
- Abel Ferdinand Aubert du Petit-Thouars
- Charles Bonnin de La Bonninière de Beaumont
- Henri de Fontenay
- Michel Louis Bergey
- Jacques Louis Saint-Martin
- Pierre Bertrand Chesnon de Baigneux

## Conseil des Cinq-Cents(1795-1799)
- Louis Texier-Olivier
- François-Marie Japhet
- Jean-Louis Chalmel
- Albert Ruelle
- Louis Alphonse Huchet-Dreux
- Pierre Joseph François Bodin

## Convention nationale(1792-1795)
- Louis Champigny-Aubin
- Jacques Louis Dupont
- Charles-Albert Pottier
- Jean-François Martin Gardien
- Claude-Alexandre Ysabeau
- Albert Ruelle
- René-Jean Champigny-Clément
- Pierre Louis Athanase Veau de Launay
- Louis Ours Victor Philippe Potier
- Pierre-Claude Nioche
- Pierre Joseph François Bodin

## Assemblée législative (1791-1792)
- Prudent-Jean Bruley
- Jacques Louis Dupont
- Jean-Louis Adam-Deschamps
- Jean-Baptiste Jahan
- Pierre Philippe Baignoux
- Pierre Martin
- Jean-Baptiste Julien Belle
- Joseph-Pierre-Sylvain Cartier-Douineau